# アイリス・アパトー
アイリス・アパトー（Iris Apatow, [ˈæpətaʊ]; 2002年10月12日 -  ）は、アメリカ合衆国の女優である。Netflixのシリーズ『LOVE ラブ』のアーリヤ役や映画『無ケーカクの命中男/ノックトアップ』及び『40歳からの家族ケーカク』のシャーロット役などで知られている。

## 生い立ち
2002年10月12日にカリフォルニア州ロスバノスで生まれる。父は映画監督のジャド・アパトー、母は女優のレスリー・マン、姉も同じく女優のモード・アパトーである。父はユダヤ系、母方の曾祖母はフィンランド系である。

## キャリア
父ジャドが監督したコメディ映画『無ケーカクの命中男/ノックトアップ』のシャーロット役で子役としてデビューする。同映画には姉のモード・アパトーも出演し、2人は実母のレスリー・マンが演じるキャラクターの娘という役どころであった。彼女は続編の『40歳からの家族ケーカク』でも同じ役を務める。2016年にはテレビシリーズ『LOVE ラブ』のアーリヤ役でブレイクする。

## フィルモグラフィ

### 映画
| 年   | 作品                                         | 役名                                                          | 備考     |
| ---- | -------------------------------------------- | ------------------------------------------------------------- | -------- |
| 2007 | 無ケーカクの命中男/ノックトアップ Knocked Up | シャーロット                                                  |          |
| 2009 | 素敵な人生の終り方 Funny People              | イングリッド                                                  |          |
| 2012 | 40歳からの家族ケーカク This Is 40            | シャーロット                                                  |          |
| 2016 | ソーセージ・パーティー Sausage Party         | ベリー・グッド・キャンディーズ / ブドウ #3 / ココナッツミルク | 声の出演 |
| 2022 | ザ・バブル The Bubble                        | クリスタル・クリス                                            |          |
| 2024 | Young Werther                                | Sissy                                                         |          |
| TBA  | Ballerina Overdrive                          |                                                               |          |

### テレビシリーズ
| 年        | 作品                | 役名                 | 備考                               |
| --------- | ------------------- | -------------------- | ---------------------------------- |
| 2016-2018 | LOVE ラブ Love      | アーリヤ・ホプキンス | 計13話出演 Netflixオリジナルドラマ |
| 2024      | 限界ダディ Unstable | ジョージア           | 計8話出演 Netflixオリジナルドラマ  |

### ミュージックビデオ
| 年   | 作品     | アーティスト     | 参照  |
| ---- | -------- | ---------------- | ----- |
| 2017 | "Sonora" | Spendtime Palace | [ 9 ] |